# Neoitamus cyaneocinctus
Neoitamus cyaneocinctus là một loài ruồi trong họ Asilidae. Neoitamus cyaneocinctus được Pandellé miêu tả năm 1905. Loài này phân bố ở vùng Cổ Bắc giới.